# Cissa hypoleuca
La urraca ventrigualda (Cissa hypoleuca) es una especie de ave Corviforme de la familia Corvidae. Está ampliamente extendida en Asia, encontrándose en China, Laos, Tailandia, Vietnam y posiblemente en Camboya.

## Subespecies
Se reconocen las siguientes subespecies:
- Cissa hypoleuca jini
- Cissa hypoleuca concolor
- Cissa hypoleuca chauleti
- Cissa hypoleuca hypoleuca
- Cissa hypoleuca katsumatae